# Conus aulicus
Conus aulicus is een in zee levende slakkensoort uit de familie Conidae.

## Voorkomen en verspreiding
Conus aulicus is een carnivoor die leeft in ondiep warm water op zandgrond, rotsbodems en koraalriffen (sublitoraal) van de oostkust van Afrika tot in Oceanië. Niet bekend van Hawaï (Indpacifische provincie). De schelp kan tot 165 mm lang worden.
1. ↑  (en) Conus aulicus op de IUCN Red List of Threatened Species.